# 续流二极管

一個有電感負載及续流二极管的電路

续流二极管（英語：flyback diode），有時也稱為飛輪二極體（英語：flywheeling diode）或是snubber二極體，是一種配合電感性負載使用的二極體，當電感性負載的電流有突然的變化或減少時，電感二端會產生突波電壓，可能會破壞其他元件。配合续流二极管時，其電流可以較平緩的變化，避免突波電壓的發生。